# Embalse de Serrateix
El embalse de Serrateix es una pequeña infraestructura hidráulica española construida en el arroyo de Navel, situada cerca de la localidad de Serrateix, en la comarca del Bergadá, provincia de Barcelona, Cataluña.
Se construyó en 1995. El proceso de naturalización que está experimentando favorece el desarrollo de comunidades vegetales y faunísticas muy interesantes. La zona es de interés sobre todo para la fauna, ya que la escasa contaminación de las aguas y la ausencia de impactos antrópicos importantes permite la existencia de especies sensibles, como varias especies de peces autóctonos y de anfibios.